# Пантеон иностранной словесности

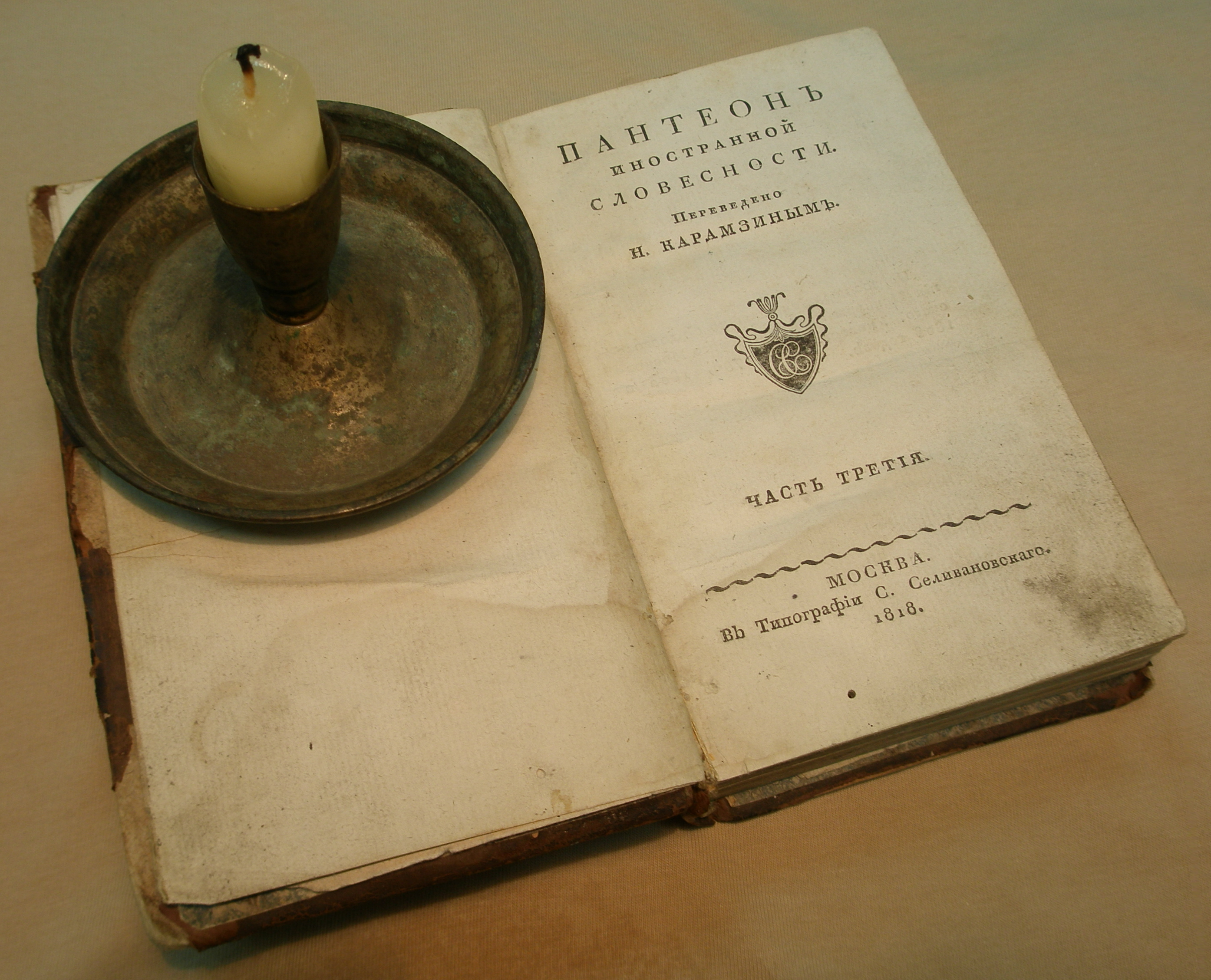
Третья часть второго издания «Пантеона» 1918 года

«Пантеон иностранной словесности» — название альманаха, трёхтомного сборника Н. М. Карамзина, изданного им в Москве в 1798 году и составленного из переводных статей античных, восточных и современных ему немецких, французских и английских авторов на исторические и философские темы, а также беллетристики самого издателя.
Издание было задумано Карамзиным как нечто вроде хрестоматии по иностранной литературе. К концу 1798 года он с трудом провёл свой «Пантеон» через цензуру, запрещавшую печатать Демосфена, Цицерона, Саллюстия и т. д., потому что они были республиканцами. Даже простая перепечатка старых произведений Карамзина встречала затруднения со стороны цензуры.
В 1818 году вышло второе издание «Пантеона», также в 3-х книгах.
Содержание
Альманах содержал произведения в переводах Карамзина:
- античных авторов — Цицерона («О натуре богов»), Саллюстия («Катон и Цезарь»), Плутарха, Лукиана («Катон в Ливии»), Тацита (речи Галгака и Агриколы);
- восточных авторов — Саади (отрывок из «Бустана»);
- новейших западных авторов — Тассо («Армидин сад» из «Освобожденного Иерусалима»), Б. Франклина (три нравоучительных рассказа), Бюффона, Голдсмита, Д. Смита («Новые Оссиановы поэмы», собранные им в западной части и на островах Шотландии), Годвина («Нравственные опыты») и др.

См. также
- «Пантеон российских авторов» (СПб., 1802)
- «Аглая» (1794—1796)
- «Аониды» (1796, 1797 и 1799)